# 1978年全米オープン (テニス)
1978年 全米オープン（1978ねんぜんべいオープン、US Open 1978）は、アメリカ・ニューヨークマンハッタンにある「USTAナショナル・テニスセンター」にて、1978年8月28日から9月10日にかけて開催された。

## 大会の流れ
- この年から、全米オープンの大会会場がクイーンズ区のフォレストヒルズにある「ウエストサイド・テニスクラブ」（通称「フォレストヒルズ」と呼ばれた）から、フラッシングメドウにある「USTAナショナル・テニスセンター」に移転した。テニスコートのサーフェスも、ハードコートで実施されるようになった。
- 男子シングルスは「128名」の選手による通常の7回戦制で行われた。
- 女子シングルスは「96名」の選手による7回戦制で行われ、32名の選手は「1回戦不戦勝」（抽選表では“Bye”と表示）があった。シード選手でも、1回戦から出場した人と、2回戦から登場した人がいる。2回戦から登場した選手が初戦敗退の場合は「2回戦＝初戦」と表記する。

## シード選手

### 男子シングルス
1. ビョルン・ボルグ　（準優勝）
2. ジミー・コナーズ　（優勝、2年ぶり3度目）
3. ギレルモ・ビラス　（4回戦）
4. ビタス・ゲルレイティス　（ベスト4）
5. エディ・ディッブス　（3回戦）
6. ブライアン・ゴットフリート　（ベスト8）
7. コラド・バラツッティ　（2回戦）
8. ラウル・ラミレス　（ベスト8）
9. マニュエル・オランテス　（1回戦）
10. サンディ・マイヤー　（1回戦）
11. ロスコー・タナー　（4回戦）
12. ハロルド・ソロモン　（4回戦）
13. ホセ・ルイス・クラーク　（3回戦）
14. ヴォイチェフ・フィバク　（3回戦）
15. ジョン・マッケンロー　（ベスト4）
16. アーサー・アッシュ　（4回戦）

### 女子シングルス
1. マルチナ・ナブラチロワ　（ベスト4）
2. クリス・エバート　（優勝、大会4連覇）
3. バージニア・ウェード　（3回戦）
4. ウェンディ・ターンブル　（ベスト4）
5. トレーシー・オースチン　（ベスト8）
6. ダイアン・フロムホルツ　（3回戦）
7. ベティ・ストーブ　（4回戦）
8. ケリー・レイド　（4回戦）
9. マリセ・クルーガー　（1回戦）
10. ミマ・ヤウソベッツ　（2回戦＝初戦）
11. バージニア・ルジッチ　（ベスト8）
12. レジナ・マルシコワ　（4回戦）
13. マリータ・レドンド　（4回戦）
14. ジョアン・ラッセル　（2回戦）
15. キャシー・メイ　（ベスト8）
16. パム・シュライバー　（準優勝）

## 大会経過

### 男子シングルス
準々決勝
- ビョルン・ボルグ vs.  ラウル・ラミレス　6-7, 6-4, 6-4, 6-0
- ビタス・ゲルレイティス vs.  ヨハン・クリーク　6-2, 6-1, 6-2
- ジョン・マッケンロー vs.  ブッチ・ワルツ　6-1, 6-2, 7-6
- ジミー・コナーズ vs.  ブライアン・ゴットフリート　6-2, 7-6, 6-1

準決勝
- ビョルン・ボルグ vs.  ビタス・ゲルレイティス　6-3, 6-2, 7-6
- ジミー・コナーズ vs.  ジョン・マッケンロー　6-2, 6-2, 7-5

### 女子シングルス
準々決勝
- マルチナ・ナブラチロワ vs.  バージニア・ルジッチ　6-3, 6-2
- パム・シュライバー vs.  レスリー・ハント　6-2, 6-0
- ウェンディ・ターンブル vs.  キャシー・メイ　3-6, 7-6, 6-3
- クリス・エバート vs.  トレーシー・オースチン　7-5, 6-1

準決勝
- パム・シュライバー vs.  マルチナ・ナブラチロワ　7-6, 7-6
- クリス・エバート vs.  ウェンディ・ターンブル　6-3, 6-0

## 決勝戦の結果
- 男子シングルス： ジミー・コナーズ vs.  ビョルン・ボルグ　6-4, 6-2, 6-2
- 女子シングルス： クリス・エバート vs.  パム・シュライバー　7-5, 6-4
- 男子ダブルス： スタン・スミス＆ ボブ・ルッツ vs.  マーティー・リーセン＆ シャーウッド・スチュワート　1-6, 7-5, 6-3
- 女子ダブルス： ビリー・ジーン・キング＆ マルチナ・ナブラチロワ vs.  ウェンディ・ターンブル＆ ケリー・レイド　7-6, 6-4
- 混合ダブルス： フルー・マクミラン＆ ベティ・ストーブ vs.  レイ・ラッフェルズ＆ ビリー・ジーン・キング　6-3, 7-6